# Lol Tolhurst
Laurence Andrew Tolhurst, detto Lol (Horley, 3 febbraio 1959), è un batterista e tastierista britannico dei Levinhurst, noto per il suo lavoro nella band The Cure, di cui è stato membro fondatore e componente del nucleo creativo dal 1976 al 1989.

## Biografia
Proveniente dal Surrey, incontra per la prima volta Robert Smith, l'uomo che farà parte della sua vita per vent'anni, a scuola a cinque anni. I primi tentativi musicali si chiamano "Obelisk" e "Malice". È solo verso il 1977, con Lol alla batteria, Porl Thompson e Robert Smith alla chitarra e Michael Dempsey al basso, che inizia la storia dei Cure, con i primi concerti, la prima audizione discografica per la Hansa e poi l'incontro con Chris Parry, che li porterà con sé nella sua Fiction Records, etichetta grazie alla quale la carriera farà un salto di qualità.
Lol rimane stabile alla batteria per tutti i primi anni del gruppo, fino alla crisi del 1982. In quell'anno, alla fine del fisicamente e mentalmente probante The Pornography Tour per il lancio di Pornography, in occasione dell'ultimo concerto del tour dato a Bruxelles, nel pieno della tensione dovuta all'uso di droghe e all'esaurimento fisico dovuto all'intensa attività, Robert Smith e Simon Gallup litigano e partono ciascuno per un periodo di vacanza, rendendosi irreperibili; Lol durante questo periodo di pausa forzata cerca di tenersi occupato in ambito musicale producendo gli inglesi And Also the Trees e Baroque Bordello, e il gruppo francese dei Bonaparte's.
Alla ripartenza del gruppo, Lol sente però di aver esaurito le sue potenzialità alla batteria e, per crescere musicalmente, decide di passare alle tastiere, aggiungendo così quell'elemento di synth pop necessario ai Cure per dare la svolta pop caratteristica della cosiddetta "trilogia fantasy".
L'apporto di Lol al gruppo andrà scemando dal 1985 in poi, quando comincerà a farsi pesante la sua dipendenza dall'alcol, che lo porterà ad essere espulso dalla band nel 1989, subito prima della pubblicazione di Disintegration, in cui comunque è citato nei crediti con un eloquente "altri strumenti", a denotare che il suo contributo all'album è stato essenzialmente nullo.
Dopo poco tempo dall'uscita dai Cure, Lol Tolhurst fonda una band, i Presence, che però avrà vita breve, pubblicando solo un album, Inside, e due singoli: In Wonder e All I See (con il curioso numero di catalogo LOL1).
Nel 1991, Lol cita in giudizio Robert Smith e la Fiction Records, sostenendo di aver diritto a più soldi e all'uso del nome del gruppo. La causa verrà persa da Tolhurst, causando la rottura totale dei rapporti con l'ormai ex-amico, ricomposti solo nel 2000.
Alla fine del millennio Lol Tolhurst ritorna sulla scena musicale insieme alla moglie Cindy Levinson, con un nuovo gruppo dalle tendenze elettroniche, i Levinhurst (Levinson-Tolhurst), ancora in attività.
Nel 1999 ha collaborato con l'ex bassista dei Deep Purple, Glenn Hughes, per la versione remix della cover di Freedom di Jimi Hendrix presente su The Way It Is.
Nel 2011 ritorna a suonare dal vivo con i The Cure, in occasione dell'uscita trentennale dell'album Faith, al Vivid live festival di Sydney con lo spettacolo "The Cure Reflections".

## Discografia con i Cure
- 1979 - Three Imaginary Boys
- 1980 - Boys Don't Cry
- 1980 - Seventeen Seconds
- 1981 - Faith
- 1982 - Pornography
- 1983 - Japanese Whispers
- 1984 - The Top
- 1984 - Concert: The Cure Live
- 1985 - The Head on the Door
- 1986 - Standing on a Beach - The Singles 1978-1985
- 1987 - Kiss Me Kiss Me Kiss Me
- 1989 - Disintegration

## Discografia dei Levinhurst
- 1999 - Levinhurst - Promo CD sampler
- 2004 - Perfect Life
- 2006 - The Grey EP
- 2007 - House by the Sea
- 2010 - Blue Star

## Collaborazioni
- Glenn Hughes - The Way It Is (1999)